# Estadio José Nasazzi
El Estadio José Nasazzi es un estadio de Uruguay ubicado en  de barrio Prado, ciudad de Montevideo, que pertenece al Club Atlético Bella Vista.Aunque  lo usa Club Atlético Villa Teresa. Anteriormente fue conocido con los nombres de Parque Olivos, Parque Bella Vista y Parque José Nasazzi.
Tiene una capacidad de 5002 espectadores sentados, dos butacas más de lo que exige el reglamento. De todas formas, su capacidad puede ascender a 10 000 espectadores parados.
La dirección del Estadio es Avenida Lucas Obes esquina Avenida León Ribeiro. La entrada visitante se encuentra por la Av. León Ribeiro, mientras que la local por la Av. Lucas Obes. Este estadio es utilizado en fútbol amateur y fútbol profesional por diferentes equipos.

## Historia
En 1931 Bella Vista jugó por primera vez, en forma oficial en su field de la calle Lucas Obes. De todas formas, el estadio Nasazzi no fue la primera cancha donde jugó el club.
El debut de Bella Vista en primera división, en 1923, lo encuentra oficiando de local en el Parque Olivos, en el predio del actual Colegio y  Liceo San Francisco de Sales (Maturana). Un arco daba espaldas a la Av. Agraciada, a la altura de calle Olivos (hoy José Nasazzi) y el otro, daba a la calle Cuaró.
En 1928, Bella Vista se vio obligado a abandonar ese predio, puesto que el Municipio realizaría trabajos de saneamiento para la zona. Los papales jugaron momentáneamente en el field del Club Suárez, ubicado en Cuaró, Román García y Fernando Otorgués.

### Afincamiento en la cancha actual
Para 1931, se acaba el peregrinar del club, y Bella Vista se afinca en forma definitiva en un predio de la calle Lucas Obes, donde anteriormente existía la chacra de la familia Storace Arrosa. Para algunos fue el nuevo Parque Olivos, aunque la mayoría lo bautizó Parque Bella Vista.

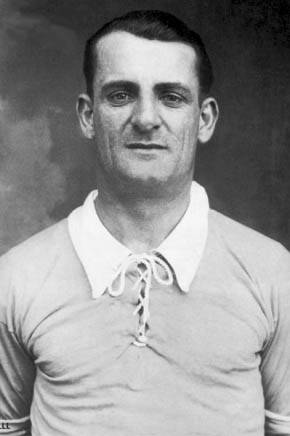
Desde 1934, la cancha recibe el nombre de José Nasazzi, en honor al experimentado jugador que vistió la camiseta de Bella Vista.

En 1933, el "Mariscal" José Nasazzi pasó a Nacional, luego de permanecer en Bella Vista por once temporadas consecutivas, siendo además el capitán del equipo. Al momento de abandonar al club papal, en señal de agradecimiento, el experimentado futbolista donó los 800 pesos que le correspondían por el porcentaje del pase, para que se construyeran las primeras tribunas en la nueva cancha. A partir de allí el field comenzó a llevar el nombre de José Nasazzi. La cancha comenzó a llamarse Parque José Nasazzi, ocurriendo un hecho particular en el fútbol uruguayo, ya que la cancha llevaba el nombre de un jugador aún en actividad defendiendo los colores de un equipo rival.
Una vez que Bella Vista realizó algunas reformas en su cancha, el 16 de diciembre de 1934 hizo una reinauguración del Parque José Nasazzi. En aquel entonces, el club estaba presidido por el Dr. Alcides Caorsi. Las obras fueron estrenadas en la 20.ª fecha del Campeonato Uruguayo de aquel año, enfrentando a Wanderers. Para ese partido, arbitrado por Pedro Olavarrieta, los papales jugaron con: Soria, Scandroglio y Pilo, Peralta, Etcheverry y Reyes, Tellechea, González, Alberti, Paech y Cobas.
El resultado final del cotejo fue de 3 a 1 a favor de los bohemios y el gol local fue obra de Paech.
En 1942, el Parque Nasazzi vio jugar a Bella Vista por vez primera en la Divisional B, que se creó precisamente ese año. Siete años después, Bella Vista dio su primera vuelta olímpica oficial en su cancha, cuando el 4 de diciembre de 1949 igualó 2 a 2 con Progreso y obtuvo el título de campeón de la B. Ese día, los once futbolistas de Bella Vista fueron: Santos, Riboira y Fonsalía, Prudente, De León y González Listur, Doldán, Grosso, Novelli, Silva y Suárez.
En 1950, el Nasazzi volvió a ser escenario de confrontaciones de primera división, aunque solo por esa temporada, ya que para el año siguiente Bella Vista retornó a la Divisional B. La situación se agravó en 1957, cuando los papales volvieron a perder la categoría y descendieron a la Divisional Intermedia, en donde permanecieron por dos temporadas.
Para 1959 se volvió a dar otro festejo en el Nasazzi. El 28 de noviembre de ese año, Bella Vista obtuvo el título de campeón de la Divisional Intermedia en la cancha de Boston River, derrotando al local por 3 a 2. El encuentro fue por la 7.ª Fecha de la segunda rueda, aun restando por disputarse cuatro fechas para completar el fixture. Los festejos por la obtención del título fueron una semana después, en el Nasazzi, cuando se derrotó a Platense por 9 a 0.
En 1968 y 1976 Bella Vista obtuvo el título de la Divisional B, aunque los obtuvo disputando finales en el Estadio Centenario, por lo que no pudo dar la vuelta en su cancha. De todas formas, el club tuvo su revancha varios años después.  El 23 de diciembre de 1990, Bella Vista igualó en su escenario frente a Cerro, obteniendo por primera y única vez en su historia, el título de Campeón Uruguayo de Primera División. También pudo dar la vuelta olímpica en su estadio el 1 de noviembre de 1997, cuando ganara 3 a 0 frente a Colón y obtuvo el campeonato de la Divisional B. Algunas fechas antes, una victoria 1 a 0 frente al Frontera de Rivera, también en su cancha, ya había asegurado el ascenso a la primera división.
El 7 de octubre de 2000, Bella Vista enfrenta en un amistoso internacional a Unión de Santa Fe, por los festejos de los 80 años de vida del club de Olivos. Se produce así la inauguración de las nuevas instalaciones para los visitantes y mejoras varias en la estructura general del ahora Estadio Nasazzi.

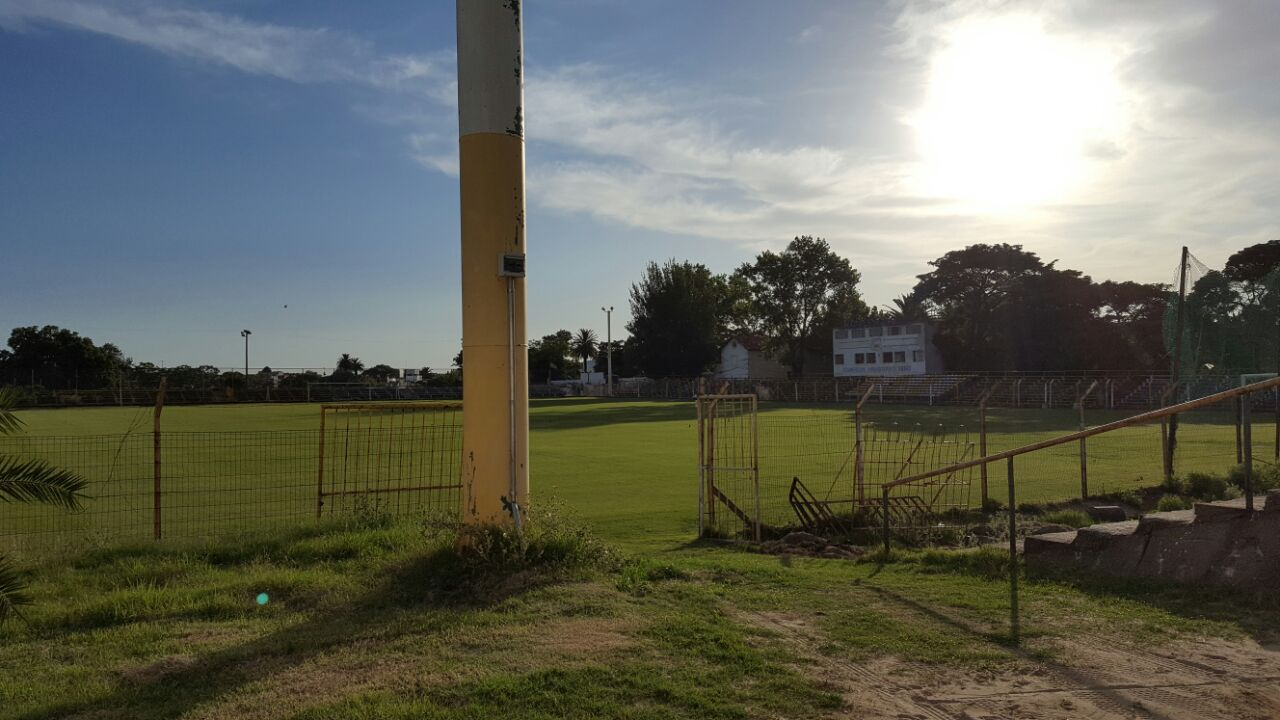
Estadio Jose Nasazzi

En 2005, el Torneo Apertura de la Segunda División se conquistó en el Estadio Parque Roberto, con un 2 a 1 frente al local, Racing. Por su parte, la obtención de la Tabla Anual de ese campeonato y por ende el título de campeón de la Segunda División, se cerró el 29 de octubre de ese año, con un 2 a 2 frente a La Luz. 
El 6 de mayo de 2016, el estadio inauguró red de iluminación en su primera etapa de trabajos. Se convirtió entonces en el primer escenario deportivo del Prado de Montevideo en tener luz, las obras realizadas fueron celebradas en convenio con la Asociación Uruguaya de Fútbol.

## Otras actividades
Más de una Semana Santa o Criolla, tuvo al Nasazzi como escenario de domas y jineteadas.

## Reconocimientos

### Estadios más antiguos de Uruguay
El estadio está entre los diez escenarios más antiguos y vigentes del país, construidos para la práctica del fútbol.
| N.º | Estadio                      | Ubicación  | Inauguración            | Propietario                        |
| --- | ---------------------------- | ---------- | ----------------------- | ---------------------------------- |
| 1°  | Gran Parque Central          | Montevideo | 25 de mayo de 1900      | Club Nacional de Football          |
| 2°  | Belvedere                    | Montevideo | 4 de julio de 1909      | Liverpool Fútbol Club              |
| 3°  | José Pedro Damiani           | Montevideo | 19 de abril de 1916     | Club Atlético Peñarol              |
| 4°  | Olímpico Pedro Arispe        | Montevideo | 30 de diciembre de 1923 | Rampla Juniors Fútbol Club         |
| 5°  | Abraham Paladino             | Montevideo | 1926                    | Administración Nacional de Puertos |
| 6°  | Atilio Paiva Olivera         | Rivera     | 1927                    | Intendencia de Rivera              |
| 6°  | Campeones Olímpicos          | Florida    | 1927                    | Intendencia de Florida             |
| 8°  | Parque Federico Omar Saroldi | Montevideo | 2 de noviembre de 1928  | Club Atlético River Plate          |
| 9°  | Centenario                   | Montevideo | 18 de enero de 1930     | Intendencia de Montevideo          |
| 10° | José Nasazzi                 | Montevideo | 1931                    | Club Atlético Bella Vista          |